# King (holub)
King je moderní plemeno holuba vyšlechtěné ve Spojených státech. Cílem šlechtění bylo získat velká jatečná holoubata v intenzivním chovu. Je to nejtěžší plemeno holubů, běžně dosahuje hmotnosti kolem jednoho kilogramu, velcí ptáci dorůstají do hmotnosti 1100-1400 g, mladá zvířata mají 870-1080 g. Postupem času došlo k rozdělení na dva užitkové směry: užitkový king je spíše menší, stále velkého tělesného rámce, velmi plodný, což je kromě hmotnosti další podmínka užitkovosti holuba, a nejčastěji je bílý. U výstavního kinga je cílem co největší hmotnost i na úkor plodnosti. Je to mohutný holub s krátkým, širokým a hlubokým tělem, jehož spodní část je formovaná do charakteristické kolíbky. Je špatným letcem vhodným pro voliérový chov. V seznamu plemen EE má číslo 0204.

## Historie
Historie kingů začíná v americkém státě New Jersey, kde v roce 1890 choval Harry Baker velké, silné a krásné holuby. Předci těchto holubů byli zakrslí holubi, maltézští holubi, aby výslední ptáci získali kolébkovou postavu a kompaktnost, římani, pro velikou postavu, a mondény. Již Harry Baker při šlechtění dal těmto ptákům název "king", aby dal výrazně najevo velikost a eleganci, se kterou plemeno vystupuje.
V roce 1895 Baker prodal svůj chov Williamu McMahonovi, i ten v něm pokračoval a rozvíjel jej. Snažil se více zvýšit popularitu kingů ve Spojených státech. V té době se ale kingové od těch dnešních lišili jednou důležitou věcí; byli pouze v čistě bílé barvě. Několik bílých kingů prodal McMahon chovateli Eugenovi G. Girouxovi. Ten, spolu se svým bratrem, začal s chovem bílých kingů a během krátké doby měl již přes tisíc kusů a snažil se prosadit prodáváním masa z kingů. Také založil klub "White King Squab Company".
Opravdovým průkopníkem v chovu kingů se stal až C. Ray, který ze standardních bílých kingů vyšlechtil i stříbrnou variantu, se kterou sklidil velký úspěch. V roce 1915 sepsal standard plemene, který byl později schválen kalifornských klubem chovatelů holubů. O několik let později byl standard znovu přepracován; hlavně kvůli novým barevným variacím. Jednalo se třeba o černý ráz, indigo, černý tygr…

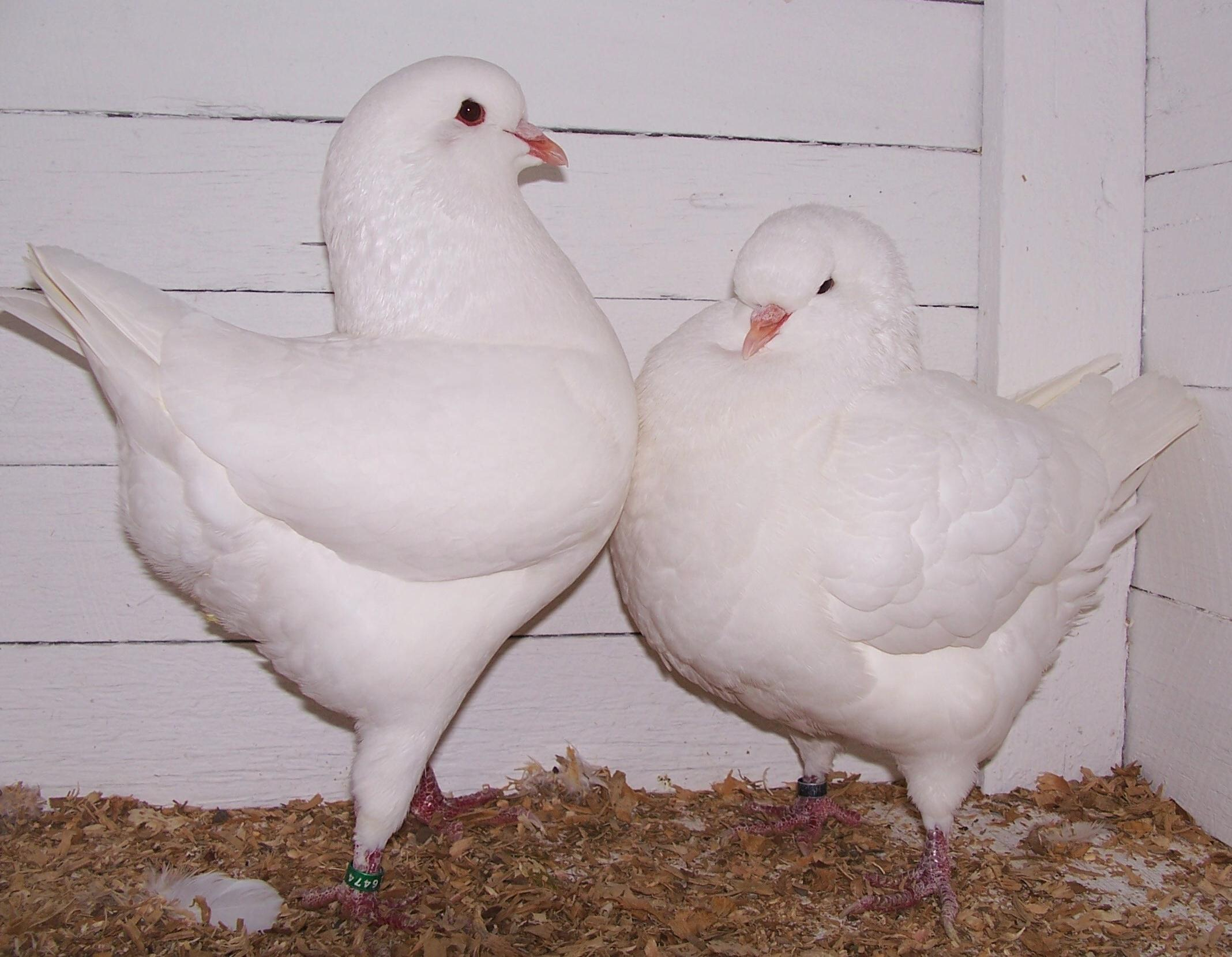
Bilí kingové

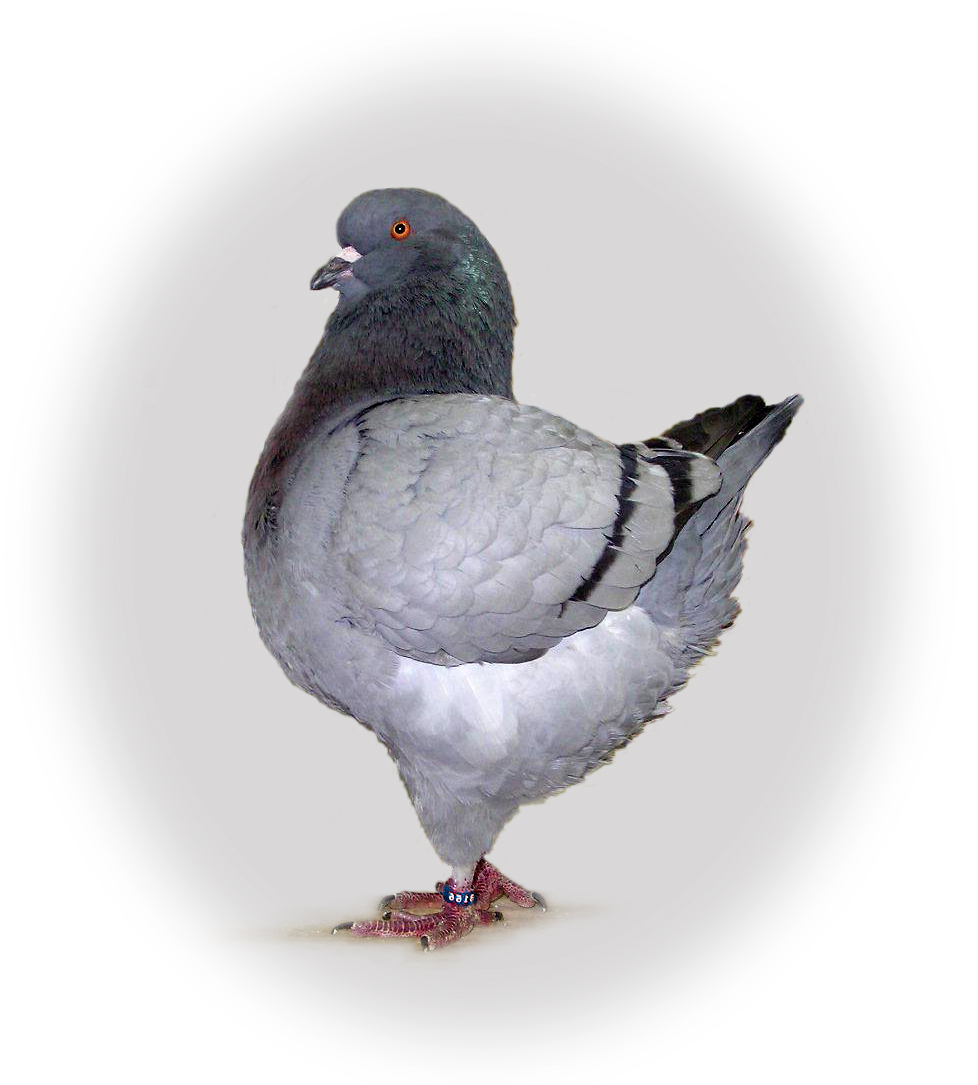

### Současnost
Dnes se již kingové jako masné plemeno nevyužívají, jsou to hlavně okrasní ptáci vhodní pro výstavy. V České republice se tito holubi chovají spíše vzácně, nejpočetnější jsou v rodných Spojených státech a Německu. Od roku 1960 má Česko vlastní chovatelský klub; Klub chovatelů holubů kingů.

## Vzhled
Kingové jsou holubi velkého tělesného rámce, jsou těžcí, mohutní a přesto elegantní s jemnými křivkami. Je pro ně charakteristická kolébková hruď, která se vyskytuje u všech druhů slepičáků. Mohou mít až jeden kilogram a jejich výška se pohybuje okolo 30 cm.
Mají vysoké čelo, široké líce a celkově mohutnou hlavu, zaoblenou horní klenbu hlavy a dobře spadající záhlaví. Oči jsou velké, většinou černé, umístěné po stranách hlavy tak, že při pohledu zepředu nejsou vidět. U většiny rázů jsou časté červené obočnice. Zobák by měl být vodorovně držený, krátký a silný, jeho barva se liší podle barevných rázů, ale bývá do oranžova. Krk je široký, dobře osvalený a masitý. Měl by být vzpřímený, je středně dlouhý. Nohy jsou opeřené, středně dlouhé, s širokými stehny. Jsou rovné s červenými běháky. Pro kingy charakteristický postoj na špičkách předních prstů.

## Chov
Pokud si chceme pořídit kinga, je vhodné obstarat dovoz přímo ze mě původu nebo z Kanady, dobré chovy jsou ale i v Nizozemsku. King z dobrého chovu není levná záležitost, při koupi ze Spojených států se běžně cena pohybuje okolo 900 USD (= 22 137 Kč) . V Evropě jsou ceny nižší, běžně mezi 3 – 10 000 Kč, záleží na barevném rázu, na kvalitě chovu a kvalitě jednotlivců.
Chov kingů není jednoduchý, přestože jsou plodní, nejsou to příliš dobří rodičové a většinou je nutné obstarávat náhradní chůvu, ze slepičáků se hodí třeba florentští slepičáci nebo modeny. Samotné hnízdění probíhá většinou v létě. Hodí se pro voliérový chov, kde budou mít dostatek prostoru. Podávají se klasické krmné směsi, vhodné jsou i ty pro krátkozobá nebo středozobá plemena holubů.